# Koivusaari (ö i Finland, Norra Österbotten, Koillismaa, lat 65,78, long 28,64)
Koivusaari är en ö i Finland. Den ligger i sjön Saarijärvi och i kommunen Kuusamo i den ekonomiska regionen  Koillismaa ekonomiska region  och landskapet Norra Österbotten, i den nordöstra delen av landet, 600 km norr om huvudstaden Helsingfors. Öns area är 0,8 hektar och dess största längd är 130 meter i sydväst-nordöstlig riktning.